# 孫權六劍
孫權六劍是中國三國時期的冷兵器，是吳大帝孫權所擁有的六口寶劍。

## 記載
西晉崔豹所寫的《古今注》紀錄:「吳大皇帝有寶刀三，寶劍六：一曰白虹，二曰紫電，三曰辟邪，四曰流星，五曰青冥，六曰百里。刀一曰百鏈，二曰青犢，三曰漏景。」

## 文學
唐朝文學家王勃的滕王閣序中敘述:「紫電青霜，王將軍之武庫」，文中以紫電作為寶劍的代稱。
唐朝詩人楊炯的《送劉校書從軍》中也有一句:「赤土流星劍，烏號明月弓。」，詩中以流星作為寶劍的代稱。
清朝小說家石玉崑的作品《小五義》中，雲中鶴魏真所持有的寶劍也名為白虹。

## 史料
- 《古今注》